# Campionato mondiale per club FIVB 2019 (femminile)
Il campionato mondiale per club FIVB 2019 si è svolta dal 3 all'8 dicembre 2019 a Shaoxing, in Cina: al torneo hanno partecipato otto squadre di club e la vittoria finale è andata per la prima volta all'Imoco.

## Regolamento

### Formula
Le squadre hanno disputato una prima fase a gironi con formula del girone all'italiana; al termine della prima fase
- Le prime due classificate di ogni girone hanno acceduto alla fase finale per il primo posto, strutturata in semifinali, finale per il terzo posto e finale.
- Le ultime due classificate di ogni girone hanno acceduto alla fase finale per quinto posto, strutturata in semifinali, finale per il settimo posto e finale.

### Criteri di classifica
Se il risultato finale è stato di 3-0 o 3-1 sono stati assegnati 3 punti alla squadra vincente e 0 a quella sconfitta, se il risultato finale è stato di 3-2 sono stati assegnati 2 punti alla squadra vincente e 1 a quella sconfitta.
L'ordine del posizionamento in classifica è stato definito in base a:
- Numero di partite vinte;
- Punti;
- Ratio dei set vinti/persi;
- Ratio dei punti realizzati/subiti;
- Risultati degli scontri diretti;
- Classifica avulsa.

## Squadre partecipanti
| Squadra          | Qualificazione                              | Ultima partecipazione                  |
| ---------------- | ------------------------------------------- | -------------------------------------- |
| Minas            | 1ª al campionato sudamericano per club 2019 | Campionato mondiale per club FIVB 2018 |
| Praia Clube      | Wild card                                   | Campionato mondiale per club FIVB 2018 |
| Guangdong Hengda | Squadra organizzatrice                      | Campionato mondiale per club FIVB 2013 |
| Tianjin          | 1ª al campionato asiatico per club 2019     | Campionato mondiale per club FIVB 2012 |
| AGIL             | 1ª alla CEV Champions League 2018-19        | Debutto                                |
| Imoco            | Wild card                                   | Debutto                                |
| Eczacıbaşı       | Wild card                                   | Campionato mondiale per club FIVB 2018 |
| VakıfBank        | Wild card                                   | Campionato mondiale per club FIVB 2018 |

## Torneo

### Fase a gironi
| Girone A         | Girone B    |
| ---------------- | ----------- |
| Eczacıbaşı       | Praia Clube |
| Guangdong Hengda | AGIL        |
| Imoco            | Tianjin     |
| Minas            | VakıfBank   |

#### Girone A

##### Risultati
| 3 dicembre 2019 Shaoxing Olympic Sports Center, Shaoxing Durata: 1h:53 - Spettatori: 1 856 | Imoco            | 3 - 1 | Eczacıbaşı       | 25-20, 25-22, 22-25, 25-21        |
| 3 dicembre 2019 Shaoxing Olympic Sports Center, Shaoxing Durata: 2h:05 - Spettatori: 6 227 | Guangdong Hengda | 3 - 1 | Minas            | 25-22, 28-26, 23-25, 25-22        |
| 4 dicembre 2019 Shaoxing Olympic Sports Center, Shaoxing Durata: 1h:18 - Spettatori: 2 277 | Eczacıbaşı       | 3 - 0 | Minas            | 25-17, 25-23, 25-16               |
| 4 dicembre 2019 Shaoxing Olympic Sports Center, Shaoxing Durata: 1h:19 - Spettatori: 3 431 | Guangdong Hengda | 0 - 3 | Imoco            | 16-25, 22-25, 21-25               |
| 6 dicembre 2019 Shaoxing Olympic Sports Center, Shaoxing Durata: 2h:18 - Spettatori: 893   | Imoco            | 3 - 2 | Minas            | 25-17, 25-19, 20-25, 22-25, 28-26 |
| 6 dicembre 2019 Shaoxing Olympic Sports Center, Shaoxing Durata: 1h:15 - Spettatori: 2 276 | Eczacıbaşı       | 3 - 0 | Guangdong Hengda | 25-21, 25-9, 25-15                |

##### Classifica
| Pos | Squadra          | Pt | G | V | P | SV | SP | Ratio | PF  | PS  | Ratio |
| --- | ---------------- | -- | - | - | - | -- | -- | ----- | --- | --- | ----- |
| 1.  | Imoco            | 8  | 3 | 3 | 0 | 9  | 3  | 3,000 | 292 | 259 | 1,127 |
| 2.  | Eczacıbaşı       | 6  | 3 | 2 | 1 | 7  | 3  | 2,333 | 238 | 198 | 1,202 |
| 3.  | Guangdong Hengda | 3  | 3 | 1 | 2 | 3  | 7  | 0,429 | 205 | 245 | 0,837 |
| 4.  | Minas            | 1  | 3 | 0 | 3 | 3  | 9  | 0,333 | 263 | 296 | 0,889 |

#### Girone B

##### Risultati
| 3 dicembre 2019 Shaoxing Olympic Sports Center, Shaoxing Durata: 1h:31 - Spettatori: 2 311 | VakıfBank | 3 - 0 | Praia Clube | 27-25, 25-20, 25-20               |
| 3 dicembre 2019 Shaoxing Olympic Sports Center, Shaoxing Durata: 2h:01 - Spettatori: 7 493 | Tianjin   | 2 - 3 | AGIL        | 25-17, 25-15, 18-25, 15-25, 11-15 |
| 5 dicembre 2019 Shaoxing Olympic Sports Center, Shaoxing Durata: 2h:20 - Spettatori: 2 683 | AGIL      | 3 - 2 | VakıfBank   | 25-21, 25-22, 25-27, 24-26, 15-12 |
| 5 dicembre 2019 Shaoxing Olympic Sports Center, Shaoxing Durata: 2h:18 - Spettatori: 4 700 | Tianjin   | 3 - 2 | Praia Clube | 25-21, 25-19, 22-25, 16-25, 16-14 |
| 6 dicembre 2019 Shaoxing Olympic Sports Center, Shaoxing Durata: 1h:27 - Spettatori: 1 158 | AGIL      | 3 - 0 | Praia Clube | 25-21, 26-24, 25-19               |
| 6 dicembre 2019 Shaoxing Olympic Sports Center, Shaoxing Durata: 1h:05 - Spettatori: 5 265 | Tianjin   | 0 - 3 | VakıfBank   | 15-25, 14-25, 19-25               |

##### Classifica
| Pos | Squadra     | Pt | G | V | P | SV | SP | Ratio | PF  | PS  | Ratio |
| --- | ----------- | -- | - | - | - | -- | -- | ----- | --- | --- | ----- |
| 1.  | AGIL        | 7  | 3 | 3 | 0 | 9  | 4  | 2,250 | 287 | 266 | 1,079 |
| 2.  | VakıfBank   | 7  | 3 | 2 | 1 | 8  | 3  | 2,667 | 260 | 227 | 1,145 |
| 3.  | Tianjin     | 3  | 3 | 1 | 2 | 5  | 8  | 0,625 | 246 | 276 | 0,891 |
| 4.  | Praia Clube | 1  | 3 | 0 | 3 | 2  | 9  | 0,222 | 233 | 257 | 0,907 |

### Fase finale

#### Finali 1º e 3º posto
|  | Semifinali | Semifinali | Semifinali |                 |    | Finale | Finale     | Finale |
|  |            |            |            |                 |    |        |            |        |
|  | 1A         | Imoco      | 3          |                 |    |        |            |        |
|  | 1A         | Imoco      | 3          |                 |    |        |            |        |
|  | 2B         | VakıfBank  | 2          |                 |    |        |            |        |
|  | 2B         | VakıfBank  | 2          |                 | 1A | Imoco  | 3          |        |
|  |            |            |            |                 | 1A | Imoco  | 3          |        |
|  |            |            |            |                 |    | 2A     | Eczacıbaşı | 1      |
|  | 1B         | AGIL       | 2          |                 |    | 2A     | Eczacıbaşı | 1      |
|  | 1B         | AGIL       | 2          |                 |    |        |            |        |
|  | 2A         | Eczacıbaşı | 3          |                 |    |        |            |        |
|  | 2A         | Eczacıbaşı | 3          | Finale 3° posto |    |        |            |        |
|  |            |            |            |                 |    |        |            |        |
|  |            |            |            |                 |    | 2B     | VakıfBank  | 3      |
|  |            |            |            |                 |    | 2B     | VakıfBank  | 3      |
|  |            |            |            |                 |    | 1B     | AGIL       | 0      |

##### Semifinali
| 7 dicembre 2019 Shaoxing Olympic Sports Center, Shaoxing Durata: 2h:24 - Spettatori: 3 806 | Imoco | 3 - 2 | VakıfBank  | 25-23, 20-25, 25-23, 21-25, 23-21 |
| 7 dicembre 2019 Shaoxing Olympic Sports Center, Shaoxing Durata: 2h:14 - Spettatori: 4 806 | AGIL  | 2 - 3 | Eczacıbaşı | 21-25, 25-23, 11-25, 25-23, 13-15 |

##### Finale 3º posto
| 8 dicembre 2019 Shaoxing Olympic Sports Center, Shaoxing Durata: 1h:24 - Spettatori: 4 870 | VakıfBank | 3 - 0 | AGIL | 26-24, 25-23, 25-21 |

##### Finale
| 8 dicembre 2019 Shaoxing Olympic Sports Center, Shaoxing Durata: 1h:50 - Spettatori: 7 135 | Imoco | 3 - 1 | Eczacıbaşı | 22-25, 25-14, 25-19, 25-21 |

#### Finali 5º e 7º posto
|  | Semifinali | Semifinali       | Semifinali |                 |    | Finale 5º posto | Finale 5º posto  | Finale 5º posto |
|  |            |                  |            |                 |    |                 |                  |                 |
|  | 3A         | Guangdong Hengda | 0          |                 |    |                 |                  |                 |
|  | 3A         | Guangdong Hengda | 0          |                 |    |                 |                  |                 |
|  | 4B         | Praia Clube      | 3          |                 |    |                 |                  |                 |
|  | 4B         | Praia Clube      | 3          |                 | 4B | Praia Clube     | 2                |                 |
|  |            |                  |            |                 | 4B | Praia Clube     | 2                |                 |
|  |            |                  |            |                 |    | 4A              | Minas            | 3               |
|  | 3B         | Tianjin          | 0          |                 |    | 4A              | Minas            | 3               |
|  | 3B         | Tianjin          | 0          |                 |    |                 |                  |                 |
|  | 4A         | Minas            | 3          |                 |    |                 |                  |                 |
|  | 4A         | Minas            | 3          | Finale 7º posto |    |                 |                  |                 |
|  |            |                  |            |                 |    |                 |                  |                 |
|  |            |                  |            |                 |    | 3A              | Guangdong Hengda | 3               |
|  |            |                  |            |                 |    | 3A              | Guangdong Hengda | 3               |
|  |            |                  |            |                 |    | 3B              | Tianjin          | 0               |

##### Semifinali
| 7 dicembre 2019 Shaoxing Olympic Sports Center, Shaoxing Durata: 1h:22 - Spettatori: 1 200 | Guangdong Hengda | 0 - 3 | Praia Clube | 22-25, 20-25, 14-25 |
| 7 dicembre 2019 Shaoxing Olympic Sports Center, Shaoxing Durata: 1h:26 - Spettatori: 3 500 | Tianjin          | 0 - 3 | Minas       | 23-25, 26-28, 19-25 |

##### Finale 7º posto
| 8 dicembre 2019 Shaoxing Olympic Sports Center, Shaoxing Durata: 1h:36 - Spettatori: 1 854 | Guangdong Hengda | 3 - 0 | Tianjin | 28-26, 25-20, 25-21 |

##### Finale 5º posto
| 8 dicembre 2019 Shaoxing Olympic Sports Center, Shaoxing Durata: 2h:16 - Spettatori: 1 706 | Praia Clube | 2 - 3 | Minas | 25-18, 14-25, 25-18, 22-25, 9-15 |

## Classifica finale
| Pos | Squadre          |
| --- | ---------------- |
|     | Imoco            |
|     | Eczacıbaşı       |
|     | VakıfBank        |
| 4   | AGIL             |
| 5   | Minas            |
| 6   | Praia Clube      |
| 7   | Guangdong Hengda |
| 8   | Tianjin          |

## Premi individuali
| Premio                 | Nome            | Squadra    |
| ---------------------- | --------------- | ---------- |
| MVP                    | Paola Egonu     | Imoco      |
| Miglior palleggiatrice | Joanna Wołosz   | Imoco      |
| Miglior opposto        | Isabelle Haak   | VakıfBank  |
| Miglior schiacciatrice | Kim Yeon-koung  | Eczacıbaşı |
| Miglior schiacciatrice | Kimberly Hill   | Imoco      |
| Miglior centrale       | Zehra Güneş     | VakıfBank  |
| Miglior centrale       | Robin de Kruijf | Imoco      |
| Miglior libero         | Simge Aköz      | Eczacıbaşı |